# Шихабеддин Махмуд
Шихаб ад-Дин Махмуд (араб. شھاب الدین محمود‎; умер 23 июня 1139) — буридский правитель Дамаска с 1135 по 1139 год.
В правление Махмуда атабек Мосула и Алеппо Занги несколько раз безуспешно осаждал Дамаск, пытаясь его захватить. В 1139 году Махмуд был убит своими слугами.

## Биография

### Происхождение
Махмуд был сыном Бури и Зумурруд-хатун. Отец Бури (Тугтегин) и мать Зуммуруд (Сафват аль-Мулюк) были женаты, для него это был второй брак, для неё третий. Тугтегин был атабеком Дукака, сына Сафват аль-Мулюк от её второго мужа, сельджукского правителя Сирии Тутуша. Благодаря этому Тугтегин стал правителем Дамаска. Не позднее 1112 года Тугтегин и Сафват аль-Мулюк женили сына Тугтегина от первой жены на дочери Сафват аль-Мулюк от первого мужа. Исмаил родился примерно в 1113 году, к 1132 году ему было 19 лет. У Махмуда был брат Исмаил, который имел тех же родителей, брат Дукак, рождённый его матерью от Тутуша и три брата, Севинч, Бахрам-шах и Мухаммед, рождённые его отцу неизвестными женщинами. С. Рансимен и турецкий медиевист Дж. Альптекин полагали, что Севинч тоже был сыном Зумурруд.
6/7 июня 1132 года Бури умер, оставив наследником Исмаила. Исмаил проводил успешную внешнюю политику, но народ его не любил из-за жёсткого управления и высоких налогов, которые он ввёл. После покушения на охоте Исмаил казнил многих знатных людей города, а своего брата Севинча уморил голодом в тюрьме. Поведение Исмаила вызывало неприязнь даже среди родственников, особенно усиленную убийством Севинча. После жалоб влиятельных жителей Дамаска Зумурруд приказала своим охранникам убить Исмаила. Вместо него Зумурруд посадила на трон Махмуда.

### Начало правления
По словам Ибн аль-Каланиси, Махмуд «занял трон брата в присутствии своей матери, а эмиры, главные воинские командиры и знатные горожане пред стали перед ним и поздравили его с эмиратом. Они принесли ему и его матери клятву верности, преданности своей службе, обещали поддерживать их сторонников и бороться с их врагами». Реальным правителем был не Махмуд, а его мать. Сначала атабеком Махмуда Зумурруд назначила Юсуфа бен Фируз, но в 1136 году она отправила Юсуфа управлять Химсом, а атабеком сына сделала эмира Гюмюштекина, а затем Базваджа.
Незадолго до своей смерти Исмаил писал атабеку Мосула и Алеппо Занги, что передаст ему Дамаск. Получив письмо Исмаила, Занги переправился через Евфрат и направился к городу. Вскоре к Махмуду прибыли послы Занги, которых Махмуд приветствовал и заявил, что сложившаяся ситуация — недоразумение, за которое ответственен его брат Исмаил. Но Занги не придал значения этим объяснениям. В середине февраля 1135 года он встал лагерем к югу от Дамаска в Эль-Акабе-эль-Киблие, жители которого бежали и укрылись в Дамаске. Оборону города поручили Базваджу и Муинеддину Унуру. Между отрядами противников происходили мелкие стычки возле стен города. Занги отправил к Махмуду посланника с требованием явиться в лагерь Занги и признать суверенитет находившегося в лагере воспитанника Занги, сына сельджукского султана, Алп-Арслана. В таком случае Занги обещал оставить Махмуду город. Обсудив предложение с эмирами, Махмуд решил, что его отъезд из города не разумен, и послал вместо себя своего брата Бахрам-шаха. Просьба Занги о приезде к нему Махмуда и о чтении в Дамаске хутбы от имени Алп-Арслана означали подчинение атабеков Дамаска атабеку Мосула. Когда Тадж аль-Мулюк Бахрам-шах прибыл в лагерь Занги вместо Махмуда, туда же прибыл посол от аббасидского халифа аль-Мустаршида Биллаха. Халиф просил Занги вернуться в Мосул для помощи против сельджукского султана Ирака Месуда. Посол халифа и представитель Занги Кади Бахаэддин аль-Шехризори встретились с Махмудом и было решено, что имя Алп-Арслана будет прочитано в Дамаске в хутбе 15 марта 1135 года, и оба гостя присутствовали в этот день в мечети. На следующий день Занги отвёл свою армию от Дамаска и более имя Алп-Арслана в хутбе в Дамаске не упоминалось.
Через девять месяцев после того, как Занги ушёл из Дамаска, управлявший Химсом от имени сыновей Кирхана бен Караджи эмир Хумарташ, обратился к Махмуду с просьбой взять Химс и его цитадель, а взамен дать ему любой другой город. Хумарташ опасался, что Занги хочет захватить Химс, а у города не достаточно сил для защиты. Юсуф ибн Фируз из Пальмиры участвовал в переговорах как посредник. Было решено, что Химс будет передан Махмуду, взамен Хумарташ получил Пальмиру. Махмуд со своими войсками пришёл в Химс и 29 ноября 1135 года город был передан ему. Махмуд оставил в Химсе сильный гарнизон и передал управление Химсом Юсуфу бин Фирузу, а затем Муинеддину Унуру. В апреле-мае 1137 года Занги прибыл в Сирию, а затем подошёл с армией к Химсу. У города он понял, что его нелегко захватить. После нескольких дней осады Махмуд и Занги заключили соглашение о дружбе и 11 июля 1137 атабек Мосула снял осаду и двинулся на Баарин, который находился в руках крестоносцев. Его он захватил. Соглашение эмиров вскоре было разорвано, и 3 октября 1137 года Занги снова вторгся на территории атабека Дамаска. Он отправился к Химсу, но попытки осады не предпринимал. Через некоторое время он отправился к Баальбеку. От города он ушёл лишь после выплаты ему большого выкупа и направился к Баниясу. Он вынудил вали города признать его суверенитет, тем самым захватив город у атабека Дамаска. Махмуд не отреагировал на эти действия, поскольку у него не было достаточно сил. В декабре 1137 года Занги ушёл с территорий атабека Дамаска в Хаму. Он планировал снова напасть на Химс, но ему помешало прибытие в Сирию Иоанна II Комнина с византийской армией.
Химс и Дамаск было трудно захватить силой, поэтому Занги отправил послов к Махмуду, заявляя, что хочет жениться на матери Махмуда, Зумурруд-хатун. Предложение Занги было принято, Химс вошёл в приданое Зумурруд. Свадьба состоялась 31 мая 1138 года. В рамках соглашения дочь Занги вышла замуж за Махмуда и её приданым был Баарин. Унур, ранее бывший регентом Махмуда в Химсе, стал регентом Баарина. После женитьбы Занги надеялся, что он захватит через Зумурруд и Дамаск, но в этом он ошибся. Понимая, что этот брак принёс ему только Химс, Занги покинул Зумурруд.

### Эмир Базвадж
28 марта 1137 года командующим армией (исфахсаларом) был назначен отличившийся при осаде Дамаска Занги эмир Базвадж. Он отправился к Триполи с армией Дамаска. Против него выступил Понс Триполитанский. Битва произошла в аль-Куре. Ибн аль-Каланиси сообщал, что Базвадж устроил засаду, в которую попал Понс. В ожесточённой битве крестоносцы потерпели поражение, а Понс попал в плен, где и погиб. Понсу наследовал сын Раймунд. Эмир Базвадж после победы захватил замок Вади Ибн аль-Ахмар недалеко от Триполи. Во время похода Базваджа на Триполи Занги завершал приготовления к осаде Химса.
В июле 1137 года эмир Базвадж напал на Наблус. Город был разграблен, а единственными спасшимися людьми были укрывшиеся в цитадели.
30 января 1138 года эмир Базвадж с войском Дамаска предпринял новый набег на крестоносцев, но Ибн аль-Каланиси не даёт никаких сведений о цели похода. По возвращении Базвадж некоторое время ждал разрешения войти в город, поскольку впал в немилость. Он нажил много врагов и Махмуд согласился с убийством эмира. 18 апреля 1138 года Базвадж был убит армянскими слугами Махмуда. По словам Ибн аль-Адима, Махмуд «задумал заговор с целью его убийства, но поддерживал с ним дружественные и доверительные отношения до тех пор, пока не представилась возможность совершить убийство».
После его убийства исфахсаларом стал Унур.

### Смерть
23 июня 1139 года Махмуд был убит в своей постели. Убили его три человека, которым он доверял и они спали у дверей его комнаты: армянин Алп-Куш, евнух Юсуф и некто Харкави. Двое последних были пойманы и убиты, но Алп-Кушу удалось сбежать. По словам Ибн аль-Каланиси, возможными организаторами убийства были Муинеддин Унур и брат Махмуда Мухаммед. Согласно С. Рансимену, в организации убийства подозревали Занги.